# Jiejinkou
Jiejinkou (kinesiska: 街津口, 街津口赫哲族乡) är en socken i Kina. Den ligger i provinsen Heilongjiang, i den nordöstra delen av landet, omkring 530 kilometer nordost om provinshuvudstaden Harbin.
Genomsnittlig årsnederbörd är 819 millimeter. Den regnigaste månaden är juli, med i genomsnitt 182 mm nederbörd, och den torraste är januari, med 6 mm nederbörd.